# Микри Волви
Микри Волви, още Малък Бешик или Кючук Бешик (гръцки: Μικρή Βόλβη, до 1926 Μικρά Μπεσίκια, Микра Бесикия), е село в Егейска Македония, Гърция, част от дем Бешичко езеро в административна област Централна Македония.

## География
Микри Волви е разположено на североизточния бряг на Бешичкото езеро (Волви) в подножието на Бешичката планина (Ори Волви).

## История

### В Османската империя
Александър Синве („Les Grecs de l’Empire Ottoman. Etude Statistique et Ethnographique“), който се основава на гръцки данни, в 1878 година пише, че в Бесикия (Bésikia) живеят 210 гърци. Към 1900 година според статистиката на Васил Кънчов („Македония. Етнография и статистика“) в Кючук Бешик живеят 200 жители турци.
По данни на секретаря на Българската екзархия Димитър Мишев („La Macédoine et sa Population Chrétienne“) в 1905 година в Кючук Бешик (Kioutchouk-Bechik) има 15 жители гърци.

### В Гърция
След Междусъюзническата война в 1913 година селото остава в Гърция. В 1913 година селото (Μπεσίκια Μικρά) има 237 жители. През 20-те години турското население се изселва в Турция и на негово място са заселени гърци бежанци. Според преброяването от 1928 година селото е смесено местно-бежанско с 43 бежански семейства със 165 души. В 1927 година селото е прекръстено на Микра Волви. До 2011 година Микра Волви е част от дем Рендина.